# Lockhartia ivainae
Lockhartia ivainae är en orkidéart som beskrevs av M.F.F.Silva och A.T.Oliveira. Lockhartia ivainae ingår i släktet Lockhartia och familjen orkidéer. Inga underarter finns listade i Catalogue of Life.